# 高榆河
高榆河，又名鸡龙河、几（鸡）山水，位于中国山东省莒南县北部，为沭河左岸支流。发源于涝坡镇魏家鸡山村附近，向西南流经石泉湖水库、莒县县城十字路北郊和岭泉镇，于板泉镇大白常村西入沭河。全长37.9公里，流域面积307.5平方公里，多年平均年径流量9391万立方米。